# Vindice Cavallera
Vindice Cavallera (Genova, 9 giugno 1911 – Cuneo, 12 novembre 1998) è stato un politico, partigiano e antifascista italiano.

## Biografia
Figlio di Giuseppe, si laureò in giurisprudenza all'Università "La Sapienza" di Roma dopo aver studiato anche all'Università di Torino dove aderì a "Giustizia e Libertà". Arrestato con altri giellini in seguito a una delazione di Pitigrilli, e condannato nel 1936 dal Tribunale speciale  aderì dopo la scarcerazione al Manifesto di Ventotene e fu tra i fondatori del Movimento Federalista Europeo. Partecipò alla Resistenza romana nelle file del Partito d'Azione e, dopo lo scioglimento del partito nel dopoguerra, fu con Ferruccio Parri tra i promotori del movimento di Unità Popolare, per entrare poi nel Partito Socialista Italiano.